# Jordan Babineaux
Jordan Jude Babineaux (Port Arthur, 31 agosto 1982) è un ex giocatore di football americano statunitense che ha militato nel ruolo di safety nella National Football League (NFL).
È celebre in particolare per la sua prestazione nel turno delle wild card dei playoff 2006 in cui salvò il risultato per i Seattle Seahawks placcando il quarterback dei Dallas Cowboys Tony Romo su un tentativo di corsa su una situazione di quarto down dopo che Romo aveva commesso un fumble durante lo snap del field goal che avrebbe dato la vittoria ai Cowboys.

## Carriera

### Seattle Seahawks
Babineaux firmò con i Seattle Seahawks dopo non essere stato scelto nel Draft il 29 aprile 2004. Dopo il training camp firmò per la squadra di allenamento finché il 26 novembre 2004 fu promosso nel roster attivo. A Seattle divenne noto come "Big Play Babs". Si guadagnò tale soprannome dopo un intercetto che cambiò la partita contro i Dallas Cowboys il 23 ottobre 2005. In quell'occasione intercettò il quarterback Drew Bledsoe e ritornò il pallone fino alla linea delle 32 yard di Dallas a cinque secondi dal termine, dando modo a Josh Brown di calciare il field goal della vittoria.
Il 6 gennaio 2007, sul finire del quarto periodo della gara delle wild card dei playoff contro i Cowboys, Dallas tentò un field goal dalle 19 yard. Babineaux fece un placcaggio volante sul quarterback e holder Tony Romo che stava correndo verso la end zone con il pallone dopo avere sbagliato lo snap di quello che sarebbe stato il calcio della vittoria. Il tackle fermò Romo a pochi centimetri dal primo down e a una yard dal touchdown. Ciò che ne risultò fu un possesso per Seattle e la vittoria della partita per 21-20, qualificandosi per il Divisional Round.
Nel settembre 2007 Babineaux firmò un'estensione contrattuale quinquennale per rimanere con i Seahawks per un valore complessivo tra i 10 e i 17 milioni di dollari. Mentre avrebbe potuto testate il mercato dei free agent, la lealtà di Babineaux all'organizzazione dei Seahawks e ai tifosi di Seattle, assieme al desiderio di riportare la squadra Super Bowl, furono tutti fattori che contribuirono alla sua permanenza.
Nei playoff della stagione 2007 contro i Redskins, fece registrare un intercetto che ritornò per 57 yard in  touchdown, assicurando la vittoria ai Seahawks.
Babineaux fu sospeso per la prima partita della stagione 2008 per uso di sostanze vietate. I Seahawks iniziarono la stagione con una sconfitta contro Buffalo per 34-10. Nel 2009 Babineaux divenne la free safety titolare dopo che Brian Russell fu svincolato. Nel 2010 il rookie Earl Thomas gli strappò il ruolo di partente. Giocò principalmente come nickel e dime come cornerback. Una delle formazioni dei Seahawks (i "Nickel Babs") prese il suo nome da lui. Fu anche un giocatore chiave negli special team e concluse l'annata con 46 tackle, 1,5 sack, un fumble forzato e due intercetti. Segnò anche una safety, la prima della sua carriera.

### Tennessee Titans
Babineaux firmò con i Tennessee Titans il 4 agosto 2011. Il 2 ottobre 2011, in una gara contro i Cleveland Browns, mise a segno un intercetto su Colt McCoy e ritornò il pallone per 97 yard in touchdown. Rifirmò con i Titans nel marzo 2012, questa volta un contratto biennale del valore di 5 milioni di dollari. Fu svincolato il 12 marzo 2013.
Babineaux annunciò il suo ritiro dopo la stagione 2014.

## Palmarès

### Franchigia
- National Football Conference Championship: 1

Seattle Seahawks: 2005

## Vita privata
È il fratello minore dell'ex defensive tackle degli Atlanta Falcons Jonathan Babineaux e ha una figlia, Jaida Babineaux.